# Selo moje malo

Selo moje malo (češki jezik Vesničko má středisková) je češka filmska komedija redatelja Jiříja Menzela iz 1985. godine prema scenariju Zdenka Sveraka. Film je jedan od najpoznatijih i komercijalno najuspješnijih čeških filmova svih vremena. Bio je i najuspješniji filmski proizvod nekadašnje Čehoslovačke. 

## Radnja
Film je priča o mentalno zaostalom seoskom mladiću imena Otík (János Ban), koji radi kao suvozač vozača zadružnog kamiona Karela Páveka. Mali i debeli Pavek i dugi tanki Otík rade u malom češkom selu "na kraju svijeta". 
Direktor jednog praškog poduzeća nudi Otíku posao i želi ga premjestiti u anonimni stambeni blok u Pragu kako bi se domogao njegove kuće. Kada napokon svi u selu shvate što bi izgubili njegovim odlaskom, trude se zadržati Otíka u svome selu.

## Nagrade
Film je snimljen uglavnom u općini Křečovice a 1986. je osvojio specijalnu nagradu žirija na filmskom festivalu u Montrealu. Mađarski glumac János Ban koji je glumio ulogu Otíka 1987. na filmskom festivalu u Parizu osvojio je nagradu za najboljeg glumca. Godine 1987. film je bio nominiran za Oscara kao najbolji strani film.

## Vanjske poveznice
- Arhivirana inačica izvorne stranice od 29. siječnja 2011. (Wayback Machine) na filmski net
- mojtv
- Selo moje malo na Kinobox.cz